# Ngouri Legal Goro
Ngouri Legal Goro est un village de la commune de Galim-Tignère situé dans la région de l'Adamaoua et le département du Faro-et-Déo, au Cameroun, à proximité de la frontière avec le Nigeria.

## Population
Lors du recensement de 2005, le village était habité par 874 personnes, 433 de sexe masculin et 441 de sexe féminin.